# Ben Armine
Ben Armine är ett berg i Storbritannien.   Det ligger i kommunen Highland och riksdelen Skottland, i den norra delen av landet, 800 km norr om huvudstaden London. Toppen på Ben Armine är 469 meter över havet.
Terrängen runt Ben Armine är huvudsakligen kuperad, men österut är den platt. Runt Ben Armine är det mycket glesbefolkat, med 2 invånare per kvadratkilometer. Det finns inga samhällen i närheten. Trakten runt Ben Armine består i huvudsak av gräsmarker.